# Programa Fulbright
El Programa Fulbright («Fulbright Program») es un programa de ayudas educacionales —Asociaciones Fulbright («Fulbright Fellowships») y Beca Fulbright («Fulbright Scholarships»)— patrocinado por la Oficina de Asuntos Educativos y Culturales («Bureau of Educational and Cultural Affairs») del Departamento de Estado de los Estados Unidos, los gobiernos de otros países y el sector privado.

## Función e historia
Es un programa competitivo de ayudas de estudio para intercambio de titulados superiores estadounidenses y de los países miembros del Programa que pueden investigar, estudiar o enseñar en los países del programa o en los Estados Unidos. Se considera uno de los programas más prestigiosos del mundo y funciona en más de 160 países. Sesenta antiguos becarios Fulbright han recibido el Premio Nobel hasta la edición de 2020.
El Programa nació en 1946 al finalizar la Segunda Guerra Mundial, por iniciativa del entonces Senador de Arkansas J. William Fulbright, con la esperanza de que al fomentar el intercambio entre estadounidenses y ciudadanos de otras naciones, se eliminarían las bases de futuros conflictos al fomentar la tolerancia y el entendimiento mutuo. Con el objetivo de contribuir al entendimiento entre los países mediante los intercambios formativo culturales que faciliten el conocimiento mutuo. Así se recoge en el discurso de James William Fulbright, de título La educación internacional y la esperanza de un mundo mejor, en inglés, International Education and the Hope For A Better World, en 1967 en la Universidad de Arkansas.
El Programa Fulbright proporciona fondos para estudiantes, eruditos y profesionales para emprender estudios de graduación, investigación avanzada, enseñanza en la universidad y enseñanza en escuelas elementales y secundarias al exterior. El alcance inicial de este programa se centró en Europa, pero hoy el programa funciona en todo el mundo. 
El programa es administrado por el US Department of State en los EE. UU. y por 49 Fundaciones y Comisiones Fulbright binacionales, o en su defecto las embajadas de los EE. UU., en los diferentes países en los que opera. Sus primeros participantes viajaron en 1948, financiados por indemnizaciones de guerra y reembolsos de préstamos extranjeros a los Estados Unidos. Hoy, es financiado por fondos del congreso y aportaciones de los gobiernos asociados. El programa también recibe ayudas financieras importantes de instituciones académicas, fundaciones y del sector privado.

## Trayectoria
Los primeros intercambios tuvieron lugar en 1948 cuando 35 estudiantes y un profesor viajaron a los Estados Unidos y 65 estadounidenses viajaron al extranjero. Desde que se creó en 1946, más de 390.000 personas han participado en el Programa Fulbright. Anualmente, se conceden alrededor de 8.000 becas, 3.000 de ellas para ciudadanos estadounidenses y 5.000 para aquellos de los más de 160 países que participan en el programa. Los países participantes lanzan las convocatorias anuales a través de diversas instituciones colaboradoras, Universidades, Centros de investigación, organismos de la administración u otros, dependiendo de cada país.
El 1 de agosto de 1946, el presidente Harry S. Truman firmó el proyecto de ley y el Congreso creó el Programa Fulbright en lo que se convirtió en el programa de intercambio educativo más grande de la historia. Desde su inicio, el programa ha operado a nivel binacional; cada país activo en el Programa Fulbright ha celebrado un acuerdo con el gobierno de EE. UU. Los primeros países en firmar acuerdos fueron China en 1947 y Birmania, Filipinas y Grecia en 1948. El Programa Fulbright llegó a España el año 1958 cuando se inició el primer intercambio de estudiantes e investigadores que continúa hasta hoy.
En 2014 el Programa Fulbright recibió el Premio Príncipe de Asturias de Cooperación Internacional.

## Comisión Fulbright
Las Comisiones Fulbright (Fulbright Commissions) son entidades binacionales creadas por el Gobierno de los Estados Unidos y terceros países para administrar el programa Fulbright bilateral. En los 49 países donde existen Comisiones Fulbright los dos países contribuyen a financiar el programa.

### Gestión
El programa está coordinado por la Oficina de Asuntos Educativos y Culturales (ECA) del Departamento de Estado de EE. UU. Según las pautas establecidas por la Junta de Becas Extranjeras Fulbright (FSB), con la ayuda de 50 comisiones Fulbright binacionales, las embajadas de EE. UU. y organizaciones colaboradoras. El Departamento de Estado de los Estados Unidos es responsable de administrar, coordinar y supervisar el programa Fulbright. La Oficina de Asuntos Educativos y Culturales es la oficina del Departamento de Estado que tiene la responsabilidad principal de la administración del programa. La Junta de Becas Extranjeras Fulbright es una junta formada por doce miembros de líderes académicos y públicos nombrados por el presidente de los Estados Unidos que determina la política general y la dirección del Programa Fulbright y aprueba a todos los candidatos nominados para las Becas Fulbright.
Las comisiones binacionales Fulbright, la mayoría de las cuales están financiadas conjuntamente por los Estados Unidos y los gobiernos asociados, desarrollan prioridades para el programa, incluidos el número y las categorías de subvenciones. Más específicamente, planifican e implementan intercambios educativos, reclutan y nominan candidatos para becas; designan instituciones educativas locales cualificadas para albergar Fulbrighters; recaudación de fondos; involucrar a los alumnos; apoyar a los Fulbrighters estadounidenses entrantes; y, en muchos países, opera un servicio de información al público sobre oportunidades educativas en los Estados Unidos.
En un país activo en el programa sin una comisión Fulbright, la Sección de Asuntos Públicos de la Embajada de los EE. UU. gestiona el Programa Fulbright, incluido el reclutamiento y la nominación de candidatos para subvenciones en los EE. UU., supervisa también a los Fulbrighter de EE. UU. en el país e involucra a los exalumnos.
Establecido en 1919 después de la Primera Guerra Mundial, el Instituto de Educación Internacional (IIE) fue creado para catalizar el intercambio educativo. En 1946, el Departamento de Estado de EE. UU. Invitó al IIE a administrar al conjunto de estudiantes graduados y al CIES a administrar al conjunto de profesores del Programa Fulbright, el programa más grande del IIE hasta la fecha.
El Council for International Exchange of Scholars es una división del IIE que administra el Programa Fulbright Scholar.
AMIDEAST administra becas Fulbright para estudiantes extranjeros, becarios de Medio Oriente y África del Norte, excluyendo a Israel.
LASPAU está afiliado a la Universidad de Harvard, LASPAU reúne una valiosa red de personas, instituciones, líderes y organizaciones dedicadas a la construcción de sociedades basadas en el conocimiento en las Américas. Entre otras funciones, LASPAU administra el Programa de Desarrollo de Docentes Juveniles, una parte del Programa de Estudiantes Extranjeros Fulbright, para becarios de Centro y Sudamérica y el Caribe.
World Learning administra el Programa de especialistas Fulbright.
Los Consejos Americanos para la Educación Internacional (ACTR / ACCELS) administran el Programa de Desarrollo de Docentes Juveniles (JFDP), un intercambio académico especial para beneficiarios del Cáucaso, Asia Central y el Sudeste de Europa.
La Academia para el Desarrollo Educativo administra el programa de Intercambio de profesores Fulbright y los Premios Fulbright en el programa de enseñanza.

### Comisiones Bilaterales
El Programa Fulbright tiene comisiones en 49 de los más de 160 países con los que mantiene asociaciones bilaterales. Estas fundaciones son financiadas conjuntamente por los Estados Unidos y los gobiernos asociados. El papel de las Comisiones Fulbright es planificar e implementar intercambios educativos; reclutar y nominar candidatos, tanto nacionales como extranjeros, para becas; designar instituciones educativas locales calificadas para albergar Fulbrighters; y apoyar a los Fulbrighters estadounidenses entrantes con actividades y relaciones con exalumnos.

## Organizaciones relacionadas
La Asociación Fulbright es una organización independiente del Programa Fulbright y no está asociada con el Departamento de Estado de EE. UU. La Asociación Fulbright se estableció el 27 de febrero de 1977 como una organización sin ánimo de lucro con más de 9,000 miembros. El difunto Arthur Power Dudden fue su presidente fundador. Quería que los egresados educaran a los miembros del Congreso de los Estados Unidos y al público sobre los beneficios de promover un mayor entendimiento mutuo entre la gente de los Estados Unidos y los de otros países. Además de la Asociación Fulbright en los EE. UU., existen asociaciones independientes de exalumnos Fulbright en más de 75 países de todo el mundo.
La Academia Fulbright es una organización independiente del Programa Fulbright y no está asociada con el Departamento de Estado de EE. UU. Fulbright Academy es una organización sin ánimo de lucro con miembros en todo el mundo. Se enfoca en el avance profesional y las necesidades de colaboración entre los más de 100,000 alumnos Fulbright de ciencia, tecnología y campos relacionados. La Academia Fulbright trabaja con miembros individuales e institucionales, asociaciones de exalumnos Fulbright y otras organizaciones interesadas en aprovechar el conocimiento y las habilidades de los exalumnos Fulbright.

## Premio Fulbright
El Premio J. William Fulbright para la Comprensión Internacional es otorgado por la Asociación Fulbright para reconocer a las personas u organizaciones que han realizado contribuciones extraordinarias para lograr que los pueblos, las culturas o las naciones comprendan mejor a los demás. El premio se creó en 1993 y fue otorgado por primera vez a Nelson Mandela. Los laureados con el Premio desde su creación son:
- 1993 - Nelson Mandela.
- 1994 - Jimmy Carter.
- 1995 - Franz Vranitzky.
- 1996 - Corazón Aquino.
- 1997 - Václav Havel.
- 1998 - Patricio Aylwin.
- 1999 - Mary Robinson.
- 2000 - Martti Ahtisaari.
- 2001 - Kofi Annan.
- 2002 - Sadako Ogata.
- 2003 - Fernando Henrique Cardoso.
- 2004 - Colin Powell.
- 2005 - Bill Clinton.
- 2008 - Desmond Tutu.

Logotipo oficial del programa Fulbright utilizado desde mayo de 2019.

- 2010 - Fundación Bill y Melinda Gates.
- 2012 - Médicos Sin Fronteras.
- 2014 - Hans Blix.
- 2016 - Richard Lugar.
- 2017 - Juan Manuel Santos.
- 2018 - Angela Merkel.

## Alumnos Fulbright
Los alumnos Fulbright de todo el mundo han reconocido la importancia de la implicación y de la acción continuadas para aumentar la comprensión mutua entre el pueblo estadounidense y el resto del mundo. Hoy, hay asociaciones organizadas de alumnos Fulbright en 71 países. Una lista de estas organizaciones se puede encontrar en línea. En los Estados Unidos, la Fulbright Association tiene más de 9000 miembros y trabaja de muchas maneras para apoyar y fomentar el Programa Fulbright.
Con motivo de la celebración del CCCL aniversario de la Universidad de Harvard en 1986, el presidente del Harvard Club de España, Vicente Blanco Gaspar, como alumno Fulbright, reconoció la importancia de la beca Fulbright para estudiar en universidades como la de Harvard.
En el verano de 2021, Charles King (profesor) recordó su beca Fulbright al escribir sobre la polémica surgida sobre la estatua de J. William Fulbright en el campus de la Universidad de Arkansas. Se propuso retirar la estatua de Fulbright por su oposición a la legislación sobre derechos civiles de integración en los años 1950 y 1960, pero la legislación actual sobre patrimonio lo impide, por lo que se aprobó que la estatua continúe en el campus con "una contextualización a la estatua que afirme el compromiso de la Universidad con la igualdad racial y reconozca el complejo legado del senador Fulbright, incluido su historial en asuntos internacionales, legislación de derechos civiles e integración racial".
Rishi Sunak, primer ministro del Reino Unido desde octubre de 2022, realizó un máster en la Universidad Stanford con una beca del programa Fulbright de 2005.